# Taiwanina mindanica
Taiwanina mindanica är en tvåvingeart som beskrevs av Alexander 1932. Taiwanina mindanica ingår i släktet Taiwanina och familjen småharkrankar. Inga underarter finns listade i Catalogue of Life.